# Boicotați produsele rusești!
Nu cumpărați produsele rusești! (ucraineană Не купуй російське!) sau Boicotați produsele rusești! (ucraineană Бойкотуй російське!) este și o campanie de rezistență non-violentă de boicotare a comerțului Rusiei cu Ucraina. Protestul a început la 14 august 2013 ca o reacție la un embargo comercial al Federației Ruse împotriva Ucrainei. Acesta a fost organizat de către Vidsich pe rețele media sociale. Campania a constat în distribuirea în masă de pliante, afișe și  autocolante în peste 45 de orașe și localități din Ucraina. După ce campania a încetat în noiembrie 2013 odată cu demonstrațiile Euromaidan,  a fost reînnoită la 2 martie 2014, în timpul crizei din Crimeea și intervenția militară rusă în Ucraina.

## Cauzele campaniei

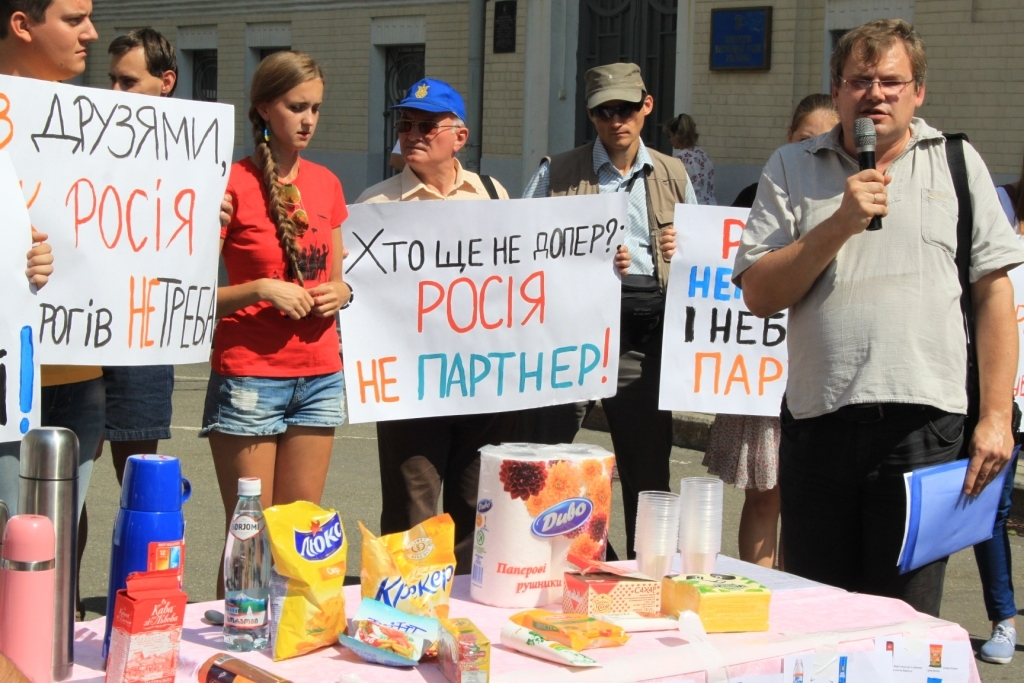
Acţiunea mişcării "Vidsich" sub administraţia preşedintelui Ucrainei cu cerinţa ca în mod adecvat să răspundă la blocada comercială ucrainean de către Rusia, 22 august 2013

Una din primele cauze ale campaniei, activiștii numesc impunerea de la 14 august 2013 de către Serviciul Vamal al Federației Ruse în lista de "riscant" al tuturor importatorilor din Ucraina. În special, faptul că astfel de acțiuni au condus o blocadă virtuală a livrărilor de bunuri din Ucraina în Rusia, motiv pentru care la punctele de frontieră din Ucraina în Rusia a început să se formeze o coadă de sute de mașini-TIR și vagoane cu mărfuri din Ucraina. Cu toate acestea, activiștii de asemenea, subliniază că adoptarea unei astfel de decizii a fost influențată și de războiul economic a Rusiei  împotriva Ucrainei, în special au fost interzise: carnea, brânza, ciocolata și altele.

## Boicotul în Ucraina

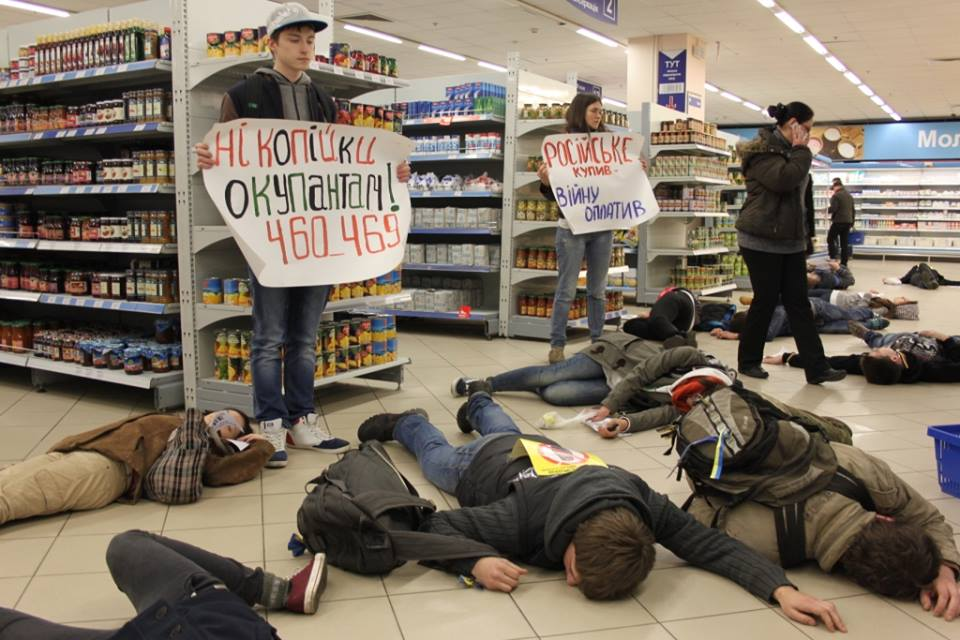
Flashmob "rusescul omoară" în supermarket cu un apel să nu cumpere bunuri din Rusia, Kiev, 15 martie 2014

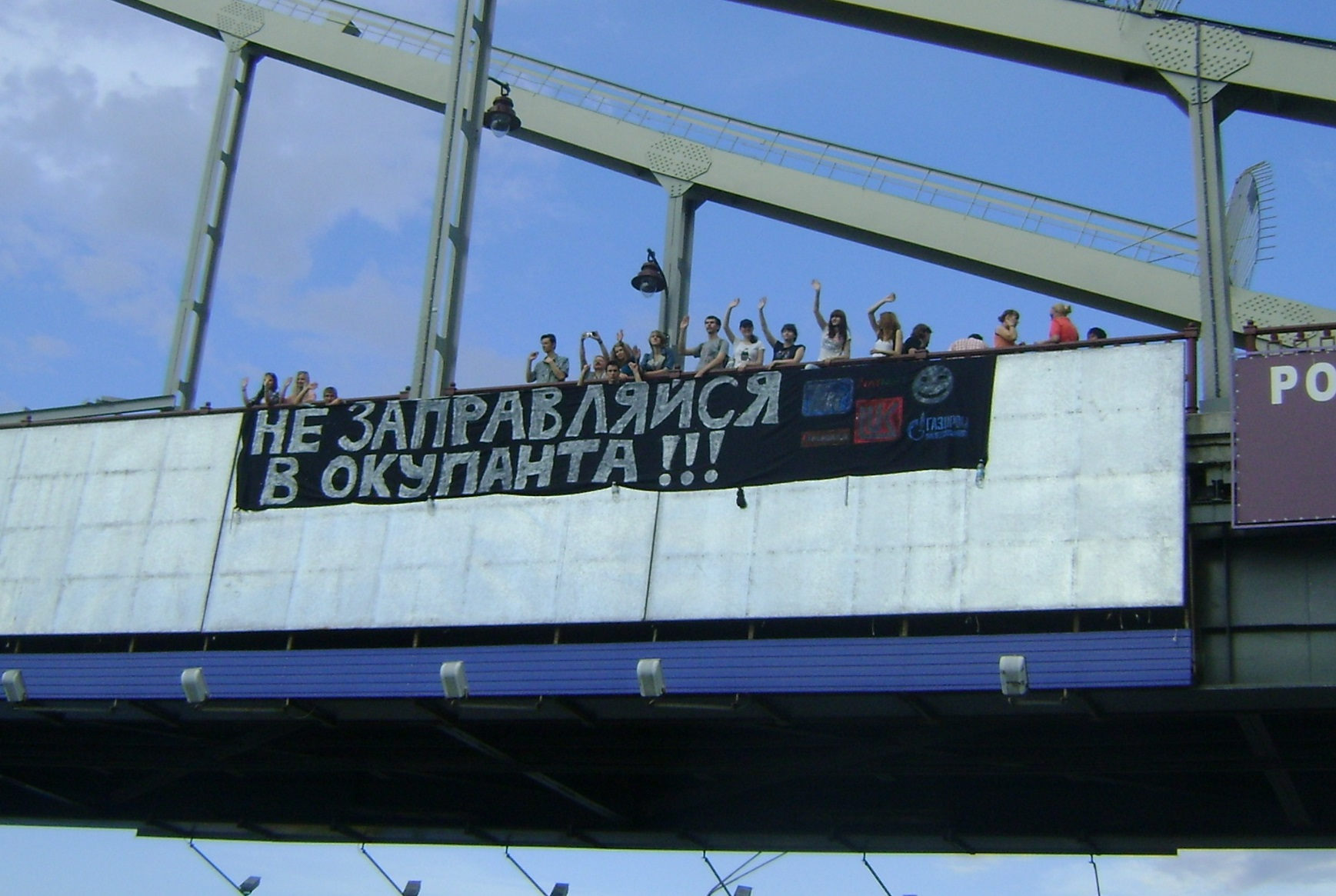
Banner "Nu vă aprovizionaţi de la ocupant", 29 mai 2014

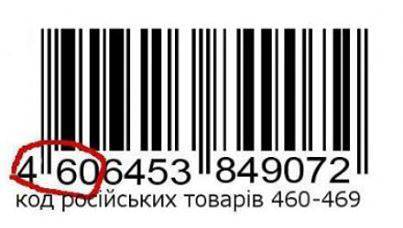
Produsele provin din Rusia dacă codul lor de bare începe cu 46

La data de 22 august 2013, activiști au protest în fața Administrației Prezidențiale, la care au anunțat lansarea unei campanii de boicot a mărfurilor rusești. După aceasta, activiștii au început distribuirea în masă de pliante, afișe și autocolante în Ucraina. În noiembrie 2013 boicotul sa extins în mai mult de 45 de localități. În timpul Euromaidanului activități din cadrul campaniei n-au fost observate.
Începând cu 02 martie 2014, activiști ai campaniei au anunțat reluarea unui boicot de bunuri rusești. Pe paginile de pe rețelele sociale, au publicat rapoarte în care chemau să nu finanțeze ocupanții cumpărând produsele lor. Motivul pentru începerea acțiunilor de către activiști, a fost marcată de începutul crizei Crimeea de către Rusia și intervenția militară rusă în Ucraina.
Începân cu martie 2014, activiști organizează flashmob-uri în supermarket-uri cu apelurile de a nu cumpera bunuri din Rusia, precum promoții și flashmob-uri pentru boicotarea benzinărielor ruse, băncilor, concernelor și altele.
În vara lui 2014, activiștii de la Kiev au început să organizeze flashmob-uri și proteste în restaurantele și cafenelele rusești.
La sfârșitul lunii august 2014, activiștii au început campanie împotriva filmelor și serialelor  rusești  în spațiul mass-media ucrainean.

## Distribuția în afara Ucrainei
Din martie 2014 boicotul s-a extins și-n alte țări, în special, diverse acțiuni și evenimente au avut loc în Letonia, Lituania, Estonia, Polonia, Republica Moldova, Georgia, Statele Unite ale Americii și Republica Cehă.
Boicotați produsele rusești! sau Nu cumpărați produsele rusești! este un îndemn din 2014 al autorităților de la Chișinău de refuzare a produselor din Federația Rusă cum ar fi  vodka, berea, ketchup-ul și ceaiurile.

## Rezultatele
In aprilie 2014, sa raportat că producătorii ruși prin intermediul ociației GS1 schimbă codurile de bare rusești în codurile de bare ale altor țări. În plus, in unele supermarket-uri, s-au gasit mascate ilegal bunuri rusesti.
Potrivit afirmației analistului companiei financiare internaționale "Alpari" Alexandru Mikhailenko, importurile rusești de mărfuri din Ucraina, în ianuarie-februarie 2014 a scăzut cu 700 - 800 milioane de dolari SUA, comparativ cu aceeași perioadă din 2013, datorită boicotul lor din Ucraina.
In data de 26 martie 2014 a fost raportat că în ultimele două săptămâni, vânzările de bunuri rusești în Ucraina au scăzut cu aproape 40%. Au confirmat acest fapt și în Asociația de Afaceri Europene, menționând că producătorii ruși au consecințe economice ale boicotului. În mai, s-a raportat o scădere a vânzărilor de mărfuri din Rusia, în medie cu 35-50%.
În conformitate cu on-line cercetarea TNS în Ucraina în perioada martie-aprilie 2014, 52% din populația ucraineană au o atitudine pozitivă față de boicotul produsele rusești. Potrivit studiului, 39% din respondenți sunt implicați în boicot.
Potrivit cercetarii, în iunie 2014, Ucraina a sporit ritmul de reduce a dependenței comerciale de Rusia, pe fondul unității de export către UE.
Potrivit agenției Standard & Poor Ratings Services, de la sfârșitul lunii mai 2014, băncile cu capital rusesc în Ucraina au pierdut mai mult de 50% din depozite.

## Critica
În martie 2014, economistul Andrew Novak a făcut o declarație, în care, de-a lungul lui martie boicotul produselor din Federația Rusă a adus pierderi economiei Rusiei mai mult de câteva zeci de milioane de dolari. Mult mai efectiva lovitura asupra economiei ruse, în opinia sa: "ar fi o lovitură a bolnavului - "Gazprom".
Ideea unui boicot a fost susținută de Fozzy Group (o rețea de supermarket-uri "Silpo" și "Fora"). În schimb rețeaua de hipermarket-uri "Auchan Ucraina" nu a susținut-o. Șeful al departamentului de comunicare și dezvoltare durabilă "Auchan" Constance Boris a făcut o declarație, că nu dorește sa comenteze problema privind boicotul de bunuri rusești, deoarece compania ei este apolitică. Rețeaua de METRO Cash & Carry de asemenea nu a susținut boicotul, expunând argumente similare.
Andrew Dligach, directorul general al grupului Advanter Group, a cerut să nu se interzică producția rusă, ci să se cumpere cea ucraineană.
Blogger-ul ucrainean Daniel Wachowski a declarat, că utilizează cu bună știință, și va folosi denumirea serviciilor de internet rusești, afirmând că, în așa mod el susține "crearea unui mediu favorabil pentru antreprenoriat" în Rusia, dar aceasta chiar dacă "nu-i patriotic și susținem antreprenorul în ruble, vom da posibilitatea de a dezvolta noi proiecte care schimbă lumea spre bine. Ca exemple de astfel de proiecte noi blogger-ul a adus ca exemplu site-uri puternice și de lungă durată cum ar fi: QIWI, Ostrovok și antivirus Kaspersky.

## Legături externe
- Дамо відсіч зазіханням Росії на Україну uc . Pagina oficială de campanie pe Facebook.
- Russia, hands off Ukraine en . Pagina oficială de campanie pe Facebook.
- Бойкот російського кіно uc . Pagina oficială a campaniei de boicot al cinematografului rusesc pe Facebook.
- НЕТ русским товарам Arhivat în 6 octombrie 2014, la Wayback Machine. ru . Activiști site-ului.
- Link-uri către mass-media cu privire la boicotul de bunuri din Rusia. Дамо відсіч зазіханням Росії на Україну. 08.09.2013.
- Boicot - Campania TIMPUL: Nu cumpărați produse din Federația Rusă. 27 iunie 2014.
- Moldova ar putea refuza produse rusești (Unimedia). Alla Ceapai. Radio Europa Liberă. 14.08.2014.